# گرین مونتین فالز (کلرادو)
گرین مونتین فالز (به انگلیسی: Green Mountain Falls) شهری در ایالت کلرادو کشور ایالات متحده آمریکا است که جمعیت آن در سرشماری سال ۲۰۱۰ میلادی، ۶۴۰ نفر بوده‌است.